# Kim Brink
Kim Brink (født 19. november 1958) er en dansk fodboldtræner, der tidligere har været træner, kommerciel leder og sportsdirektør i en række danske fodboldklubber. Kim Brink har både været træner og sportsdirektør i FC København og Odense Boldklub (Også her Adm. Direktør, OB). Som træner i FCK vandt Kim Brink pokalturneringen en gang. Kim Brink skabte som direktør i OB store resultater i både Superligaen, Europa League og Champions League. Han vandt 3 medaljer i sin direktørtid og 2 pokalturneringer. I dag er Kim Brink kommerciel direktør for energivirksomheden EWII. Kim Brink driver sit eget firma, KB Management, der tilbyder diverse sportsydelser til fodboldklubber, som mangler kommerciel eller sportslig vejledning.
Kim Brink er uddannet Cand.Merc med speciale i international marketing. Endvidere har Kim Brink haft ophold på Swedish Business School under sin uddannelse.  

## Karriere
Da Kim Brink var cheftræner i Odense Boldklub, stod han stod bag en stor triumf, da den fynske klub sensationelt slog Real Madrid ud af UEFA Cuppen i 1994 .
Seneste fodboldansættelse var i Hobro IK i 2014 - 2016
I oktober 2016 tog Kim Brink et skridt ud af fodboldverdenen, og blev ansat som kommerciel direktør i energivirksomheden EWII (tidligere Trefor) som i 2017 var hovedsponsor og lagde navn til OB stadion.
Kim Brink hjælper samtidig en række fodboldklubber i 1.division.
Kim Brink har siden 2013 drevet sit eget firma, KB Management, som lige nu tilbyder sportsydelser for diverse klubber i 1. division som Fremad Amager og Roskilde.
Kim Brink er gift med Rikke Brink og de har tre sønner på 16, 18 og 21 år.

## Statistik VB
| 0Sæson    | 0Cheftræner | 0Trænerteam                                                                                    | Kampe/mål | Kampe/mål | Pts.    | 0 Tabel |
| --------- | ----------- | ---------------------------------------------------------------------------------------------- | --------- | --------- | ------- | ------- |
| 0 2012-13 | 0 Kim Brink | 0 Nikolaj Primdal (assistenttræner) 0 Brian Rasmussen (U19 træner) 0 Kim Engstrøm (U17 træner) | 12-7-1-4  | 18-14     | 1,8 pts | nr. 3   |

Statistik: Antal kampe (vundne, uafgjorte og tabte), mål for/imod og antal points (kun liga-kampe)
Oversigt sidst opdateret: 20. maj 2013.